# Пирсон, Авраам
 Авраам Пирсон (англ. Abraham Pierson), (1646 год — 5 марта 1707 года) — пуританский священник, педагог, один из основателей и первый ректор Йельского университета (1701—1707).

## Биография
Родился в Саутгемптоне (Лонг-Айленд), где его отец Авраам Пирсон-старший был пастором пуританской церкви. В то время большая часть Восточного Лонг-Айленда входила в колонию Коннектикут.
В 1668 году окончил Гарвардский колледж. После Гарварда принял сан священника и присоединился к своему отцу, который в 1667 году переехал в Нью-Джерси, где создал новую общину Нью-Арк (в будущем город Ньюарк).
После смерти отца в 1678 году стал его преемником на посту пастора Первой конгрегатской церкви в Ньюарке, также унаследовал отцовскую библиотеку из более чем 400 книг (в дальнейшем завещанную им Йелю).
В 1691 году переехал в Гринвич (Коннектикут), в 1694 году в Клинтон (Коннектикут). Похоронен в Клинтоне.

## Йельский университет
В 1700 году десять священников собрались в Брэнфорде (Коннектикут), чтобы обсудить создание нового колледжа, который будет способен избежать ошибок, допущенных Гарвардом. Большинство из них были выпускниками Гарвардского колледжа, разочаровавшимися в образовании, полученном в Гарварде. В 1701 году, получив хартию от колониальной Генеральной Ассамблеи (выданную с целью обучать поколения «образцовых мужей»), они официально начали работу над созданием Коллегиальной Школы, так тогда был назван Йельский университет.
Среди основателей будущего университета был и Авраам Пирсон. В 1701—1707 годах был первым ректором будущего Йельского университета.